# Grande-Bretagne aux Jeux olympiques d'hiver de 1992
Cet article contient des informations sur la participation et les résultats de la Grande-Bretagne aux Jeux olympiques d'hiver de 1992 à Albertville en France.

## Ski alpin
Homme
| Athlète             | Event        | Race 1        | Race 2        | Total         | Total |
| Athlète             | Event        | Temp          | Temp          | Temp          | Rang  |
| ------------------- | ------------ | ------------- | ------------- | ------------- | ----- |
| Graham Bell         | Descente     |               |               | 1 min 55 s 82 | 33    |
| Ronald Duncan       | Descente     |               |               | 1 min 54 s 95 | 31    |
| Martin Bell         | Descente     |               |               | 1 min 54 s 83 | 29    |
| Graham Bell         | Super-G      |               |               | 1 min 20 s 87 | 53    |
| Martin Bell         | Super-G      |               |               | 1 min 19 s 74 | 50    |
| Gavin Forsyth       | Super-G      |               |               | 1 min 17 s 91 | 44    |
| Ronald Duncan       | Super-G      |               |               | 1 min 17 s 76 | 40    |
| Sean Langmuir       | Slalom géant | 1 min 13 s 72 | DNF           | DNF           | –     |
| Gavin Forsyth       | Slalom géant | 1 min 13 s 51 | 1 min 10 s 72 | 2 min 24 s 23 | 43    |
| Bill Gaylord        | Slalom géant | 1 min 12 s 04 | 1 min 08 s 62 | 2 min 20 s 66 | 40    |
| Christopher Blagden | Slalom       | DNF           | –             | DNF           | –     |
| Stephen Edwards     | Slalom       | DNF           | –             | DNF           | –     |
| Bill Gaylord        | Slalom       | 58 s 88       | DNF           | DNF           | –     |
| Sean Langmuir       | Slalom       | 58 s 04       | 57 s 69       | 1 min 55 s 73 | 34    |

Homme combine
| Athlète       | Descente      | Slalom  | Slalom        | Total    | Total |
| Athlète       | Temp          | Temp 1  | Temp 2        | Points   | Rang  |
| ------------- | ------------- | ------- | ------------- | -------- | ----- |
| Ronald Duncan | DNF           | –       | –             | DNF      | –     |
| Sean Langmuir | 1 min 54 s 61 | 53 s 55 | 55 s 30       | 142 s 32 | 28    |
| Graham Bell   | 1 min 48 s 08 | 59 s 59 | 59 s 59       | 134 s 03 | 27    |
| Martin Bell   | 1 min 47 s 48 | 57 s 24 | 1 min 00 s 86 | 121 s 83 | 25    |

Femme
| Athlète               | Event        | Race 1        | Race 2        | Total         | Total |
| Athlète               | Event        | Temp          | Temp          | Temp          | Rang  |
| --------------------- | ------------ | ------------- | ------------- | ------------- | ----- |
| Debbie Pratt          | Super-G      |               |               | DNF           | –     |
| Valerie Scott         | Super-G      |               |               | 1 min 29 s 74 | 36    |
| Debbie Pratt          | Slalom géant | DNF           | –             | DNF           | –     |
| Emma Carrick-Anderson | Slalom géant | 1 min 10 s 97 | 1 min 10 s 79 | 2 min 21 s 76 | 22    |
| Valerie Scott         | Slalom       | 53 s 15       | DNF           | DNF           | –     |
| Emma Carrick-Anderson | Slalom       | 50 s 91       | 46 s 67       | 1 min 37 s 58 | 19    |
| Claire de Pourtales   | Slalom       | 50 s 60       | DNF           | DNF           | –     |

Femme combine
| Athlète               | Descente      | Slalom  | Slalom  | Total    | Total |
| Athlète               | Temp          | Temp 1  | Temp 2  | Points   | Rang  |
| --------------------- | ------------- | ------- | ------- | -------- | ----- |
| Valerie Scott         | 1 min 34 s 57 | 36 s 73 | DNF     | DNF      | –     |
| Emma Carrick-Anderson | 1 min 32 s 79 | 36 s 00 | 35 s 84 | 107 s 61 | 17    |
| Claire de Pourtales   | 1 min 32 s 52 | DNF     | –       | DNF      | –     |

## Biathlon
Homme
| Event        | Athlète       | Misses 1 | Temp          | Rang |
| ------------ | ------------- | -------- | ------------- | ---- |
| 10 km Sprint | Jason Sklenar | 2        | 30 min 52 s 8 | 80   |
| 10 km Sprint | Ian Woods     | 5        | 30 min 11 s 8 | 72   |
| 10 km Sprint | Mike Dixon    | 2        | 29 min 19 s 4 | 60   |
| 10 km Sprint | Kenneth Rudd  | 1        | 29 min 11 s 1 | 58   |

| Event | Athlète       | Temp              | Misses | Adjusted time 2   | Rang |
| ----- | ------------- | ----------------- | ------ | ----------------- | ---- |
| 20 km | Paul Ryan     | 1 h 03 min 38 s 8 | 4      | 1 h 07 min 38 s 8 | 76   |
| 20 km | Jason Sklenar | 1 h 01 min 28 s 9 | 4      | 1 h 05 min 28 s 9 | 67   |
| 20 km | Kenneth Rudd  | 1 h 00 min 09 s 1 | 5      | 1 h 05 min 09 s 1 | 65   |
| 20 km | Mike Dixon    | 59 min 20 s 2     | 0      | 59 min 20 s 2     | 12   |

Hommes 4 x 7.5 km relais
| Athlètes                                    | Race     | Race              | Race |
| Athlètes                                    | Misses 1 | Temp              | Rang |
| ------------------------------------------- | -------- | ----------------- | ---- |
| Mike Dixon Paul Ryan Kenneth Rudd Ian Woods | 2        | 1 h 34 min 10 s 5 | 18   |

1A penalty loop of 150 metres had to be skied per missed target. 

2One minute added per missed target.

## Bobsleigh
| Sled  | Athlètes                   | Event      | Run 1         | Run 1 | Run 2         | Run 2 | Run 3         | Run 3 | Run 4         | Run 4 | Total         | Total |
| Sled  | Athlètes                   | Event      | Temp          | Rang  | Temp          | Rang  | Temp          | Rang  | Temp          | Rang  | Temp          | Rang  |
| ----- | -------------------------- | ---------- | ------------- | ----- | ------------- | ----- | ------------- | ----- | ------------- | ----- | ------------- | ----- |
| GBR-1 | Mark Tout Lenny Paul       | Bob à deux | 1 min 00 s 10 | 1     | 1 min 01 s 10 | 8     | 1 min 01 s 44 | 9     | 1 min 01 s 23 | 5     | 4 min 03 s 87 | 6     |
| GBR-2 | Nick Phipps George Farrell | Bob à deux | 1 min 00 s 49 | 9     | 1 min 01 s 43 | 14    | 1 min 01 s 69 | 15    | 1 min 01 s 78 | 17    | 4 min 05 s 39 | 13    |

| Sled  | Athlètes                                              | Event        | Run 1   | Run 1 | Run 2   | Run 2 | Run 3   | Run 3 | Run 4   | Run 4 | Total         | Total |
| Sled  | Athlètes                                              | Event        | Temp    | Rang  | Temp    | Rang  | Temp    | Rang  | Temp    | Rang  | Temp          | Rang  |
| ----- | ----------------------------------------------------- | ------------ | ------- | ----- | ------- | ----- | ------- | ----- | ------- | ----- | ------------- | ----- |
| GBR-1 | Mark Tout George Farrell Paul Field Lenny Paul        | Bob à quatre | 58 s 49 | 8     | 58 s 87 | 12    | 58 s 73 | 9     | 58 s 80 | 5     | 3 min 54 s 89 | 7     |
| GBR-2 | Nick Phipps Edd Horler Colin Rattigan David Armstrong | Bob à quatre | 58 s 86 | 15    | 58 s 83 | 8     | 59 s 29 | 16    | 58 s 93 | 11    | 3 min 55 s 91 | 13    |

## Ski de fond
Homme
| Event            | Athlète        | Race              | Race |
| Event            | Athlète        | Temp              | Rang |
| ---------------- | -------------- | ----------------- | ---- |
| 10 km C          | Mark Croasdale | 36 min 13 s 0     | 90   |
| 10 km C          | Glenn Scott    | 32 min 20 s 8     | 65   |
| 10 km C          | Dave Belam     | 32 min 08 s 9     | 61   |
| 10 km C          | John Read      | 31 min 32 s 7     | 47   |
| 15 km pursuit1 F | Glenn Scott    | DNF               | –    |
| 15 km pursuit1 F | Mark Croasdale | 52 min 36 s 8     | 74   |
| 15 km pursuit1 F | John Read      | 46 min 52 s 4     | 64   |
| 15 km pursuit1 F | Dave Belam     | 46 min 11 s 0     | 57   |
| 30 km C          | Glenn Scott    | 1 h 36 min 06 s 0 | 66   |
| 30 km C          | John Read      | 1 h 34 min 37 s 5 | 62   |
| 30 km C          | Dave Belam     | 1 h 33 min 15 s 6 | 56   |
| 50 km F          | Mark Croasdale | DNF               | –    |
| 50 km F          | Glenn Scott    | 2 h 31 min 40 s 6 | 63   |
| 50 km F          | Dave Belam     | 2 h 24 min 54 s 3 | 53   |

1 Starting delay based om 10 km results. 

C = Classical style, F = Freestyle

## Patinage artistique
Homme
| Athlète        | SP | FS | TFP  | Rang |
| -------------- | -- | -- | ---- | ---- |
| Steven Cousins | 12 | 12 | 18.0 | 12   |

Femme
| Athlète          | SP | FS | TFP  | Rang |
| ---------------- | -- | -- | ---- | ---- |
| Suzanne Otterson | 20 | 22 | 32.0 | 22   |
| Joanne Conway    | 17 | 18 | 26.5 | 18   |

Couple
| Athlètes                       | SP | FS | TFP  | Rank |
| ------------------------------ | -- | -- | ---- | ---- |
| Kathryn Pritchard Jason Briggs | 17 | 17 | 25.5 | 17   |

Dance sur glace
| Athlètes                   | CD1 | CD2 | OD | FD | TFP  | Rank |
| -------------------------- | --- | --- | -- | -- | ---- | ---- |
| Melanie Bruce Andrew Place | 16  | 16  | 16 | 17 | 33.0 | 17   |

## Ski acrobatique
Homme
| Athlète           | Event  | Qualification | Qualification | Qualification | Final           | Final           | Final           |
| Athlète           | Event  | Temp          | Points        | Rang          | Temp            | Points          | Rang            |
| ----------------- | ------ | ------------- | ------------- | ------------- | --------------- | --------------- | --------------- |
| Simon Baynes      | Moguls | 42 s 41       | 7.86          | 44            | Did not advance | Did not advance | Did not advance |
| Michael Liebreich | Moguls | 35 s 32       | 17.84         | 32            | Did not advance | Did not advance | Did not advance |
| Neil Munro        | Moguls | 37 s 78       | 19.82         | 26            | Did not advance | Did not advance | Did not advance |
| Hugh Hutchison    | Moguls | 38 s 32       | 19.84         | 25            | Did not advance | Did not advance | Did not advance |

Femme
| Athlète     | Event  | Qualification | Qualification | Qualification | Final           | Final           | Final           |
| Athlète     | Event  | Temp          | Points        | Rang          | Temp            | Points          | Rang            |
| ----------- | ------ | ------------- | ------------- | ------------- | --------------- | --------------- | --------------- |
| Jilly Curry | Moguls | 44 s 97       | 16.86         | 15            | Did not advance | Did not advance | Did not advance |

## Luge
Homme
| Athlète       | Run 1    | Run 1 | Run 2    | Run 2 | Run 3    | Run 3 | Run 4    | Run 4 | Total          | Total |
| Athlète       | Temp     | Rang  | Temp     | Rang  | Temp     | Rang  | Temp     | Rang  | Temp           | Rang  |
| ------------- | -------- | ----- | -------- | ----- | -------- | ----- | -------- | ----- | -------------- | ----- |
| Ian Whitehead | 46 s 814 | 26    | 47 s 121 | 27    | 47 s 613 | 27    | 47 s 356 | 25    | 3 min 08 s 904 | 27    |
| Nick Ovett    | 46 s 517 | 22    | 46 s 456 | 22    | 47 s 256 | 24    | 47 s 173 | 23    | 3 min 07 s 403 | 23    |

## Patinage de vitesse sur piste courte
Homme
| Athlète                                                | Event         | Round un      | Round un | Quart finals    | Quart finals    | Demi finals     | Demi finals     | Finals          | Finals          |
| Athlète                                                | Event         | Temp          | Rang     | Temp            | Rang            | Temp            | Rang            | Temp            | Final rang      |
| ------------------------------------------------------ | ------------- | ------------- | -------- | --------------- | --------------- | --------------- | --------------- | --------------- | --------------- |
| Nicky Gooch                                            | 1000 m        | 2 min 24 s 43 | 4        | Did not advance | Did not advance | Did not advance | Did not advance | Did not advance | Did not advance |
| Matt Jasper                                            | 1000 m        | 1 min 36 s 82 | 1 Q      | 1 min 34 s 69   | 3               | Did not advance | Did not advance | Did not advance | Did not advance |
| Wilf O'Reilly                                          | 1000 m        | 1 min 37 s 79 | 1 Q      | 1 min 33 s 62   | 1 Q             | 2 min 05 s 04   | 4 QB            | 1 min 36 s 24   | 5               |
| Nicky Gooch Stuart Horsepool Matt Jasper Wilf O'Reilly | 5000 m relais |               |          | 7 min 27 s 87   | 1 Q             | 7 min 29 s 40   | 3 QB            | 7 min 29 s 46   | 6               |

Femme
| Athlète       | Event | Round un | Round un | Quart finals    | Quart finals    | Demi finals     | Demi finals     | Finals          | Finals          |
| Athlète       | Event | Temp     | Rang     | Temp            | Rang            | Temp            | Rang            | Temp            | Final rang      |
| ------------- | ----- | -------- | -------- | --------------- | --------------- | --------------- | --------------- | --------------- | --------------- |
| Debbie Palmer | 500 m | 52 s 24  | 4        | Did not advance | Did not advance | Did not advance | Did not advance | Did not advance | Did not advance |

## Patinage de vitesse
Homme
| Event  | Athlète        | Race          | Race |
| Event  | Athlète        | Temp          | Rang |
| ------ | -------------- | ------------- | ---- |
| 1000 m | Craig McNicoll | 1 min 17 s 95 | 33   |
| 1500 m | Craig McNicoll | 2 min 02 s 06 | 37   |